# موريسي دوس بورتيلاس
موريسي دوس بورتيلاس بلدية في ولاية بياوي في المنطقة الشمالية الشرقية من البرازيل.